# Play Dead (canción)
«Play Dead» es un sencillo lanzado en octubre de 1993 por la cantante y compositora islandesa Björk. Forma parte a la reedición de su álbum Debut y de la banda sonora de la película The Young Americans. 
La canción contiene una temperamental sección de cuerda, la letra habla sobre actuar de forma insensible para no sufrir emocionalmente.
Fue coescrita por David Arnold (que además dirigió la película) y Jah Wobble, junto con Björk.

## Videoclip
El vídeo fue dirigido por Danny Cannon y en él aparece Björk en un bar vacío que aparece también en la película intercalándose con imágenes de ésta.

## Lista de canciones
UK CD1

1. «Play Dead» (Tim Simenon 7" Remix) - 3:57
2. «Play Dead» (Tim Simenon Orchestral Mix) - 4:01
3. «Play Dead» (Tim Simenon 12" Remix) - 5:26
4. End Titles/Play Dead (Original Film Mix) - 3:52

UK CD2

1. «Play Dead» (Tim Simenon 7" Remix) - 3:57
2. «Play Dead» (Tim Simenon Orchestral Mix) - 4:01
3. «Play Dead» (Tim Simenon 12" Remix) - 5:26
4. «Play Dead» (Tim Simenon Instrumental) - 3:57
5. End Titles/Play Dead (Original Film Mix) - 3:52

UK Vinilo 12"

Cara A
1. «Play Dead» (Tim Simenon 12" Remix) - 5:26
2. «Play Dead» (Tim Simenon Orchestral Mix) - 4:01

Cara B
1. «Play Dead» (Tim Simenon 7" Remix) - 4:00
2. «Play Dead» (Tim Simenon Instrumental) - 3:57

UK Vinilo 12" Promo

Cara A
1. «Play Dead» (Tim Simenon 12" Remix) - 5:26
2. «Play Dead» (Tim Simenon Orchestral Mix) - 4:01

Cara B
1. «Play Dead» (Tim Simenon 7" Remix) - 4:00
2. «Play Dead» (Tim Simenon Instrumental) - 3:57

UK Vinilo 7"

Cara A
1. «Play Dead» (Tim Simenon 7" Remix) - 4:00

Cara B
1. «Play Dead» (Tim Simenon Orchestral Mix) - 4:01

EUR CD

1. «Play Dead» (Tim Simenon 7" Remix) - 3:57
2. «Play Dead» (Tim Simenon Orchestral Mix) - 4:01

JPN CD

1. «Play Dead» (Tim Simenon 7" Remix) - 3:57
2. «Play Dead» (Tim Simenon Orchestral Mix) - 4:01
3. «Play Dead» (Tim Simenon 12" Remix) - 5:26
4. End titles/Play Dead (Original Film Mix) - 3:52